# Neoherminia tojanalis
Neoherminia tojanalis là một loài bướm đêm trong họ Noctuidae.